# Horst Blüher
Horst Blüher (* 1930) war Fußballspieler in Halle (Saale). Mit der ZSG Union Halle wurde er 1949 Ostzonenmeister, mit der BSG Turbine Halle 1952 DDR-Meister.

## Sportliche Laufbahn
Bereits als 18-Jähriger spielte Blüher im Sommer 1948 mit der SG Freiimfelde Halle um die 1. Ostzonenmeisterschaft. In der Halbfinalbegegnung am 27. Juni 1948 gegen die SG Meerane vor 10.000 in Magdeburg erzielte er den zwischenzeitlichen 2:2-Ausgleich, dem schließlich der 5:2-Sieg und der Einzug in das Endspiel folgte. Im am 4. Juli 1948 in Leipzig ausgetragenen Finale wurde Blüher als linker Halbstürmer aufgeboten, seine Mannschaft unterlag der SG Planitz vor 40.000 Zuschauern jedoch mit 0:1. In der Saison 1948/49 traten die Hallenser als ZSG Union an, wurden mit Blüher Meister in Sachsen-Anhalt und qualifizierten sich erneut für die Ostzonenmeisterschaft. Auch diesmal war Blüher wieder mit einem Tor im Halbfinale erfolgreich, er steuerte am 12. Juni 1949 im heimischen Kurt-Wabbel-Stadion vor 20.000 Zuschauern den 2:0-Zwischenstand zum endgültigen 3:0-Sieg über Eintracht Stendal bei. Am 26. Juni 1949 hieß der Endspielgegner Fortuna Erfurt, der vor 50.000 Zuschauern in Dresden mit 4:1 besiegt wurde. Blüher spielte erneute als halblinker Stürmer, blieb aber ohne Torerfolg.
Als Ostzonenmeister hatte sich Halle für die vom Deutschen Sportausschuss neu ins Leben gerufene Oberliga, nun höchste Fußball-Liga in der Sowjetischen Besatzungszone, qualifiziert. In der ersten Oberligasaison 1949/50 wurde Blüher nicht eingesetzt, er wurde erst ab 1951 wieder in der Oberligamannschaft aufgeboten, die inzwischen zur Betriebssportgemeinschaft (BSG) Turbine Halle gehörte. In der Oberligasaison 1951/52 gehörte er wieder fest zum Spielerstamm und trug mit 24 Einsätzen bei 36 ausgetragenen Punktspielen sowie drei Toren zum erneuten Meisterschaftsgewinn der Hallenser bei. Als im Zusammenhang mit der Niederschlagung des Volksaufstandes vom 17. Juni 1953 zahlreiche Spieler die Meistermannschaft gen Westen verließen, schied auch Blüher im Laufe des Jahres 1953 aus, tauchte aber im Gegensatz zu vielen seiner Hallenser Mannschaftskollegen nicht wieder im höherklassigen Fußball auf. Zwischen 1951 und 1953 hatte Blüher 43 DDR-Oberligaspiele absolviert, in denen er drei Tore erzielte.